# Croix de cimetière d'Airoux
La croix de cimetière d'Airoux est une croix située à Airoux, en France.

## Description
C'est une stèle discoïdale portant un décor de cordons sur la tranche, une face est ornée d'une croix pattée et son revers est plan sans décor.

## Localisation
La croix est située sur la commune d'Airoux, dans le département français de l'Aude.
La croix se trouvait au nord de l'allée centrale du cimetière ; elle a été déposée et scellée au sud du chevet de l'église avec trois autres croix. 

## Historique
L'édifice est inscrit au titre des monuments historiques en 1948.
Pendant plusieurs années, le conseil municipal d'Airoux avait demandé de désinscrire la croix discoïdale dite « du cimetière », qui se trouve depuis de très longues années (avant 1964) au pied de l'église et non au cimetière.
L'inscription est abrogée par arrêté du 30 janvier 2012.